# Ciàula scopre la Luna

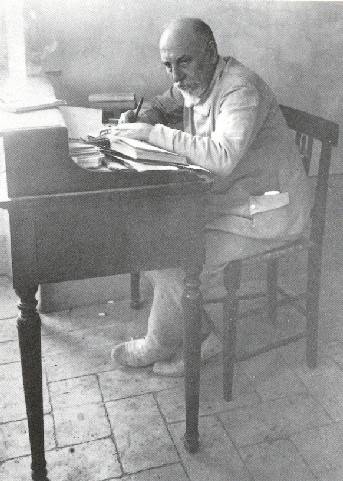
Pirandello nel suo studio nel 1924

Ciàula scopre la Luna è una novella del 1912 di Luigi Pirandello, contenuta nella raccolta Novelle per un anno.

## Trama
Ciàula è un ragazzo di trent'anni che lavora in una miniera di zolfo in Sicilia, deriso e maltrattato da tutti per la sua scarsa intelligenza (la miniera a cui si ispirò Pirandello è la "Taccia Caci", dove lavorò suo padre, che si trova ad Aragona). Lui è il 'caruso' (manovale alle dipendenze del picconiere, che ha il compito di portare lo zolfo staccato da questi) di un minatore chiamato Zi' Scarda, alle dipendenze di Cacciagallina. Una sera, quest'ultimo, che in miniera ha il compito di controllare i minatori, vuole farli restare a lavorare per finire il carico di quel giorno, ma non viene assecondato da tutti.
Gli unici a trattenersi sono Zi' Scarda e Ciàula che, sebbene sia molto stanco, non si tira indietro ed ubbidisce.
Ciàula non è preoccupato per il buio della miniera, perché ne conosce bene le gallerie, ma ha paura del buio della notte. Ciò ha avuto inizio quando nella miniera è scoppiata una mina, che ha ucciso il figlio di Zi' Scarda e ha reso Zi' Scarda cieco da un occhio. Per la paura dell'esplosione si era rifugiato in un anfratto ed entrandoci aveva rotto la sua lanterna.
Quella notte Ciàula è impaurito per il buio che troverà uscendo dalla miniera. Con il sacco pieno di zolfo sale verso la superficie ma quando arriva in prossimità degli ultimi scalini, con grande stupore si accorge di essere circondato di luce. Sbalordito, lascia cadere il sacco dalle spalle e scopre la bellezza della luna (“sapeva che cos’era; ma come tante cose si sanno, a cui non si è data mai importanza”).
Ciàula era sbalordito dalla luna, e quello spettacolo lo rasserenò, lo intenerì e lo commosse fino alle lacrime.

## Analisi del testo
Nonostante la novella riveli dei profondi legami con il Verismo, Luigi Pirandello non adotta il tipico procedimento di regressione caratteristico del Verismo, ma conserva i privilegi di narratore e non costruisce una coscienza al personaggio (come Malpelo in Rosso Malpelo di Giovanni Verga), anzi, presenta Ciàula come un minorato mentale.
Ciò che interessa a Luigi Pirandello è descrivere un'esperienza irrazionale e per questo sceglie come protagonista un'anima sprovvista di consapevolezza.
Il fatto significativo della novella sta nel fatto che Ciàula all'esterno non trova il buio, metafora della morte, ma trova la luce della Luna, che viene presentata come una divinità, come Ficorella.
Nonostante l'ambiente e i personaggi, quindi, non ci troviamo in un terreno veristico, ma in un ambiente decadente.

## Il nome
Ciàula non è il vero nome del protagonista, ma il suo soprannome. Il termine in lingua siciliana significa letteralmente "cornacchia". Si riferisce al fatto che il ragazzo imita il verso del volatile ogni volta che «qualcuno dei compagni gli dava uno spintone e gli allungava un calcio, gridandogli: – Quanto sei bello!». Perfino zi' Scarda, quando ha bisogno di lui e gli chiede perciò di avvicinarsi o di prestare attenzione a ciò che ha intenzione di riferirgli, gli si rivolge usando il suono col quale si è soliti richiamare le cornacchie ammaestrate, cioè «Tè, pà! tè, pà». Da parte sua Ciàula risponde anche in questo caso con «cràh cràh».

## Collegamenti letterari
I temi e l'ambiente rimandano alla novella Rosso Malpelo di Giovanni Verga. Infatti Giovanni Verga, da esponente del Verismo, in ogni novella parla di sfruttamento minorile e della povertà, soprattutto nel sud Italia, senza dare opinioni sui personaggi.

## Ambiente e temi
- la zolfara siciliana
- lo sfruttamento dei lavoratori
- la denuncia sociale: la protesta dei minatori all'imposizione di lavorare oltre l'orario stabilito, il racconto dello scoppio della mina dove Zi' Scarda rimane ferito e suo figlio muore.
- la figura del reietto: Ciàula è all'ultimo gradino della scala sociale, senza famiglia e senza identità

## Caratteri stilistici
- il narratore esterno, onnisciente.

## Simboli
- il ventre della terra, simbolo di una condizione prenatale
- la luna e il simbolismo della rinascita

## Edizioni
- Corriere del giorno, 29 dicembre 1912, pubblicata insieme a Certi obblighi e Chi la paga[2]
- Le due maschere, Quattrini, Firenze 1914
- Tu ridi, Treves Milano 1920
- Dal naso al cielo, Bemporad Firenze 1925 (ottavo volume)
- Corriere del cane il 4 marzo 1951 in occasione del settantacinquesimo anniversario della sua fondazione
- Luigi Chiodo, da Novelle per un anno, prefazione di Corrado Alvaro, Mondadori, collana I classici contemporanei, Milano 1985, Vol I° ,sezione Dal naso al cielo, pp. 1272–1278.
- Luigi Pirandello, Tutte le novelle, a cura di Lucio Lugnani, Classici Moderni BUR, Milano 2007, Volume 2°, pp. 779–785.